# Paradoxa del penjat
La paradoxa del penjat apareix a l'obra El Quixot de Miguel de Cervantes, concretament al capítol LI de la segona part. Allà li plantegen un cas a Sancho Panza quan està actuant com a governador que és una paradoxa.

## Paradoxa
Un riu divideix dues poblacions i per passar el pont cal declarar a un guàrdia què es vol fer. Si la declaració és certa, la persona pot creuar el pont, en cas contrari, és immediatament condemnada a morir a la forca que s'ha instal·lat en un dels extrems. Un dia, arriba un home que declara que vol passar per morir penjat en aquella forca. El guàrdia no sap què fer, ja que si l'home diu la veritat, ha de viure i seguir el seu camí, cosa impossible si se'l penja. Però si menteix i no creua per morir, ha de morir igualment penjat.

## Anàlisi
La paradoxa és una variant de la paradoxa del mentider clàssica, on una frase conté la seva pròpia negació i, per tant, no s'hi pot assignar un valor de veritat sense caure en contradiccions. Això significa que segons els principis de la lògica, el guàrdia no podria decidir ni penjar ni no penjar l'home, ja que en ambdós casos incorreria en una infracció de la llei del pont. Es tracta d'un tipus de paradoxa semàntica, perquè és del significat i de la referència de la frase d'on sorgeix la contradicció.
La paradoxa que li plantegen a Sancho, doncs, pretén ridiculitzar-lo com a governador de la Ínsula Baratària, un dels càrrecs que somnia al llarg de tota l'obra. Però novament el camperol demostra el seu sentit comú. Primer afirma que el cas és irresoluble, evidenciant que ha entès la paradoxa. Posteriorment proposa una solució: que es parteixi l'home per la meitat, i que la meitat mentidera sigui penjada a la forca i que l'altra meitat continuï el seu camí. Aquesta solució s'inspira en el fragment bíblic del judici de Salomó, on també el rei proposa dividir una persona per la meitat, en aquell cas un nadó. Quan li fan notar a Sancho que en cas de partir l'home, moriria i que per tant és impossible salvar la meitat que representa la veritat, Sancho assenteix i afirma que en aquest cas se l'ha de deixar en llibertat, perquè igualment es comet una infracció legal (la meitat mentidera no és penjada) i en igualtat de casos, s'ha d'optar per beneficiar el pres, seguint la sentència romana del In dubio pro reo.
Sancho Panza, en definitiva, fa ús de la tradició sense conèixer-la i demostra el seu seny com a governador, vol respectar la llei però primerament defensar els seus súbdits. Els qui pretenien posar-lo en ridícul no aconsegueixen el seu propòsit, ja que ell proposa dues solucions diferents de la paradoxa, demostra que en ambdós s'incompleix la llei del pont i acaba optant per respectar la vida aliena, per la solució que demostra més misericòrdia.